# Флэш Томпсон
Ю́джин «Флэш» То́мпсон (англ. Eugene "Flash" Thompson) — персонаж, появляющийся в комиксах о Человеке-пауке.
Флэш — звезда школьной футбольной команды и одноклассник Питера Паркера, над которым часто издевался. Параллельно с этим, Флэш восхищался супергероем Человеком-пауком, не подозревая, что он и Питер — одно и то же лицо. После окончания университета, Флэш Томпсон поступил на службу в армию Соединённых Штатов, и по возвращении вследствие посттравматического стресса пристрастился к алкоголю. Впоследствии Питер и Флэш стали хорошими друзьями, а на данный момент Флэш является носителем симбиота Анти-Венома, ранее — Венома. Персонаж Флэша Томпсона несколько раз появлялся вне комиксов, в качестве второстепенного героя нескольких анимационных сериалов, а также в полнометражных фильмах «Человек-паук», «Новый Человек-паук», «Человек-паук: Возвращение домой», «Человек-паук: Вдали от дома» и «Человек-паук: Нет пути домой», в каждом из которых предстал в своём раннем образе школьного хулигана.

## История создания
Флэш Томпсон был создан писателем Стэном Ли и художником Стивом Дитко, Флэш впервые появился одновременно с Человеком-пауком в 15-м выпуске «Amazing Fantasy» в августе 1962 года. Он был второстепенным персонажем в «The Amazing Spider-Man» на протяжении нескольких лет. Своё первое появление в качестве нового Венома Флэш делает в 654-м выпуске «The Amazing Spider-Man».

## Биография

### Средняя школа

Флэш в средней школе

Сначала Юджин Томпсон был показан в качестве одноклассника Питера Паркера в средней школе Мидтауна. Он жил с отцом Харрисоном Томпсоном, который был полицейским Нью-Йорка, матерью Рози Томпсон и младшей сестрой Джесси. Юджин подвергался физическому насилию со стороны алкоголика отца, в связи с чем Флэш вымещал свою злобу на других, в том числе и на Питера Паркера. Его атлетические умения и феноменальная скорость на поле дали ему прозвище «Флэш» и сделали его одним из самых популярных учеников. С тех пор как он впервые встретил Питера, Флэш стал ежедневно издеваться над ним. Когда Питер получает суперспособности, он всё равно продолжает терпеть издёвки Флэша, так как не хочет раскрыть свою тайну. Единственным исключением был матч по боксу между Питером и Флэшем, где Питер уклонился от всех ударов Флэша и нокаутировал его с одного удара. После этого случая Флэш более не проявлял насилия по отношению к Питеру, однако продолжил дразнить его.
По иронии судьбы Флэш стал очень ярким поклонником Человека-паука и даже организовал собственный фан-клуб и пригласил туда всех, кроме Питера. Также он прогнал репортеров из «Дейли Бьюгл», когда те пытались настроить людей против Человека-паука. Однажды Флэш решает разыграть Питера, переодевшись в Человека-паука. Доктор Дум принимает его за настоящего Паука и похищает. Питеру приходится спасать своего мучителя. Когда подруга Флэша Лиз Аллен начинает проявлять симпатию к Питеру, она отвергает Флэша, из-за чего Флэш ещё сильнее начинает ненавидеть Питера. Флэш всё же пытается вернуть Лиз, однако она даёт ему понять, что между ними всё кончено.

### Университет
После окончания средней школы Флэш поступает в Государственный Университет (вымышленное учебное заведение, аналогичное реальным Колумбийскому и Нью-Йоркскому университетам). Питер Паркер также поступает в этот университет. Их отношения налаживаются и Флэш начинает испытывать к Питеру уважение. Флэш также удивляется популярности Питера у девушек (в частности у Гвен Стейси и Мэри Джейн Уотсон). В университете у Флэша появляется новый друг — Гарри Озборн.

### Солдат США и дальнейшая жизнь
Во время учёбы в университете Флэш вступает в Армию Соединённых Штатов Америки и участвует в войне во Вьетнаме (в связи с временным парадоксом война во Вьетнаме была заменена на неизвестный военный конфликт). В отличие от многих других студентов своего времени, Флэш вступает в армию добровольно. Во время службы в Юго-восточной Азии Флэш натыкается на древний храм и его жителей. Он влюбляется в одну из них, девушку по имени Ша Шань. Она выхаживает раненого Флэша. Позже Флэш пытался остановить американских солдат от обстрела храма. Флэш уходит из армии, чтобы вернуться в Америку. Вернувшись он встречает Питера и окончательно становится его другом. Вскоре за Флэшем начинает охотиться группа убийц. Как позже выяснилось, это были приверженцы жителей храма. Благодаря Человеку-пауку Флэшу удалось доказать свою невиновность в обстреле храма. Он воссоединяется с Ша Шань на короткое время. Они разводятся когда Флэш начинает заигрывать с Бетти Брант.
Вернувшись в Америку, Флэш вновь поступил в университет. Он присутствовал на похоронах Гвен Стейси и выразил сочувствие Питеру. Позднее был ранен в автокатастрофе, когда Стервятник похитил его и Мэри-Джейн. Позже он вновь начал встречаться с Лиз Аллен и вместе с ней, Питером и Мэри-Джейн отправился в круиз на корабле, который был захвачен Тарантулом, но позднее освобожден Человеком-пауком. После этого случая Флэш начал задумываться над подозрительной двойной жизнью Питера. Когда Гарри Озборн стал новым Зелёным Гоблином, он похитил Флэша, Мэри-Джейн и тётю Питера, но был остановлен Человеком-пауком. Когда Гарри выздоравливает он становится новым соседом по комнате Флэша. Позднее Флэш вновь воссоединяется с Ша Шань. Однажды Ша Шань получает ранение от Хобгоблина, из-за чего Флэш открыто оскорбляет суперзлодея по телевидению. Одержимый жаждой мести Хобгоблин похищает Флэша и представляет его как истинного Хобгоблина. Тем не менее, вскоре Флэш был оправдан, после раскрытия личности Хобгоблина. После неудачного брака с Ша Шань Флэш недолгое время встречается с Фелицией Харди (которая хотела вызвать ревность у Человека-паука).

Флэш после войны в Ираке лишается обеих ног

После приступа тяжёлой депрессии у Флэша появляются проблемы с алкоголем. Вскоре после этого его нанимает Норман Озборн в качестве личного помощника. Позднее, дабы досадить Человеку-пауку Зелёный Гоблин похищает Флэша. Тот выживает лишь благодаря своей прекрасной физической форме. Тем не менее Флэш впадает в кому. Лиз Аллен-Озборн и Питер Паркер часто навещают его с тех пор. Флэш приходит в себя во время событий Spider-Man: The Other, где устраивается учителем физкультуры в ту школу, где преподаёт Питер. В это время Флэш страдает от серьёзной проблемы памяти. Позднее он узнаёт, что Питер и есть Человек-паук и становится свидетелем его боя с двумя Мистерио. Во время событий Spider-Man: Brand New Day Флэш участвует в вечеринке по поводу возвращения домой Гарри Озборна. Позже Флэш, как и остальная часть мира забывает о том, что Питер — Человек-паук из-за махинаций Мефисто. После событий Spider-Man: One More Day Флэш возвращается в армию, желая участвовать в войне в Ираке, будучи вдохновлённым поступками Человека-паука. Во время боевых действий взвод Флэша попадает в засаду и тому простреливают обе ноги, когда он пытается спасти начальника. Раны оказываются слишком серьёзными, из-за чего Флэшу ампутируют обе ноги ниже колен. Ему вручают Медаль Почёта. Позднее Флэш возвращается в Нью-Йорк. Однажды он посещает свадьбу Мэй Паркер и Джей Джоны Джеймсона старшего. Когда Хамелеон принимает облик Питера, он сталкивается с Флэшем и жестоко оскорбляет его. Первое время Флэш не может смириться со своим состоянием, однако у него становится тепло на душе, когда его поддерживают друзья, в том числе вернувшаяся Ша Шань.

### Агент Веном

#### Рождение нового Венома

Новый Веном — Флэш Томпсон

Поскольку Мак Гарган снова становится Скорпионом, симбиота запирают на секретной правительственной базе. Правительство решает позволить симбиоту защищать США. Ввиду предыдущих случаев, когда симбиот убил своего прошлого хозяина, новым носителем пришельца становится Флэш. Благодаря симбиоту его ноги восстанавливаются, к тому же, он получает те же способности, что и у Человека-паука. Правительство заключает с Флэшем контракт на 20 миссий, так как в дальнейшем симбиот и Томпсон могли привыкнуть друг к другу.
Флэш был отправлен в Нросвекистан, где он должен был захватить доктора Экмерика. Во время своей первой миссии Флэш сталкивается с Джеком-фонарём, который также желает захватить доктора. Несмотря на то, что ни один из них не сумел выполнить задание, эта встреча сделала их злейшими врагами. Когда Флэш получает выговор на базе и возвращается домой, опоздав на 6 часов, Бетти Брант выгоняет его, решив, что он опять начал пить. Позднее Флэш отправляется на Дикую Землю для уничтожения Арктического Вибраниума. После столкновения с Крэйвеном-охотником Флэш теряет симбиота из-за вызванной летучими мышами звуковой волны. Несмотря на это, Веном позже возвращается к Флэшу. Пока Флэш находился без симбиота, Криминальный мастер, благодаря спутнику, смог выявить личность нового Венома. После попытки связаться со своим начальством, Флэш получает сообщение от Джека-фонаря, который похитил Бетти и требует Вибраниум взамен спасения её жизни. Когда Флэш доставляет металл, Мастер даёт ему 5 минут на то, чтобы спасти её. На своём пути к Бетти Флэша останавливает Человек-паук, который совсем недавно узнал о похищении Бэтти.
Флэш полностью потерял контроль над симбиотом и нападает на Человека-паука. Правительство предприняло попытку уничтожить Томпсона, но эта попытка провалилась, так как костюм тайно от всех «вытащил» бомбу и оставил её у ног одного из бандитов Мастера. Вместе с Пауком он спасает Бетти. Вернувшись на базу, Томпсон напоминает команде, что он один из «хороших парней» и что всё ещё способен контролировать костюм. Вернувшись домой, Флэш узнаёт, что его отец попал в больницу из-за цирроза печени.

#### Паучий остров
Во время событий Spider-Island по всему Нью-Йорку начинает распространяться паучья инфекция. От разговора с отцом Флэша отрывает телефонный звонок, после чего он отправляется на поиски Паучьего Короля. Во время схватки с ним Бетти звонит Флэшу и сообщает ему, что его отец умирает. Когда Флэш доставляет Паучьего Короля на базу, тот приходит в себя и разрушает базу и практически убивает Флэша, однако симбиот соединяется с собакой генерала Ходжа по имени Самсон и спасает Флэша. После этого Томпсон вновь соединяется с симбиотом и одолевает Короля. Им оказывается Стив Роджерс. Флэш маскируется под Паучьего Короля после чего практически убивает Паучью Королеву, во время боя с которой узнаёт от Шакала, что из крови Анти-Венома возможно создать лекарство от паучьей инфекции. Королева убивает клона Шакала и приказывает Паучьему Королю убить Анти-Венома. Рид Ричардс говорит Флэшу, что способен изготовить лекарство, после чего Томпсон отправляется на поиски Анти-Венома. На некоторое время симбиот оставляет Флэша, желая вернуться к Броку, но Томпсон напоминает тому, что Эдди всегда боролся против него, а сам Флэш борется с ним, после чего симбиот вновь соединился с ним. После тяжёлого боя с ним он доставляет его Ричардсу и тот изготавливает лекарство. После этого Флэш отправился на бой с Королевой. Когда он и Роджерс убивают её, она принимает свою паучью форму, однако её окончательно убивает Каин. Со смертью Королевы жители Нью-Йорка обретают прежний облик. В период после заражения Флэш убил злодея по имени Угонщик, когда увидел как тот убил невинных гражданских.

#### Разбойник Веном
На похоронах отца Флэш встречает Джека-фонаря, который отводит его в штаб-квартиру Криминального мастера. Тот, угрожая убить Бетти и всю семью Флэша приказывает ему выполнить миссию в Лас-Вегасе. Вернувшись на базу Флэш узнаёт, что Капитан Америка намерен закрыть проект и забрать симбиота. Флэш сбегает, после чего Кэп следует за ним, но Томпсон вырубает его и забирает мотоцикл. Кэп отправляет за ним Красного Халка. Во время миссии в Лас-Вегасе Джек-фонарь, благодаря Флэшу захватывает Токсина и улетает.

#### Круг Четырёх
Флэш, не желая подвергать Бетти опасности расстаётся с ней и вновь начинает пить. Со временем его находит Красный Халк, который хочет забрать симбиота и передать Роджерсу. В разгар их битвы Блэкхарт отчасти переносит ад на Землю. Флэш объединяется с Красным Халком, Икс-23 и Призрачным гонщиком для борьбы с Блэкхартом. Злодей создаёт Антитезы для борьбы с героями. Хотя герои сражались, как могли, все они были убиты. В Аду Мефисто предлагает героям возвращение к жизни в обмен на помощь в дальнейшем. Во время второй битвы с Блэкхартом Флэш, Гонщик и Икс-23 отдают свои силы Красному Халку, который побеждает Блэкхарта. Когда Капитан Америка и Секретные Мстители прибывают на поле боя, чтобы забрать симбиота, Флэш переубеждает его и просит присоединиться к Секретным Мстителям.

#### В составе Секретных Мстителей
Флэш вступает в Секретные Мстители вместе с Человеком-факелом. Из-за скептического отношения Соколиного глаза Флэша не берут на миссию команды. Тем не менее, Томпсон скрытно отправляется на задание, где играет ключевую роль и зарабатывает доверие Соколиного глаза. Со временем у Флэша складываются тёплые отношения с Валькирией. Когда Криминальный мастер собирает четырёх злодеев и создаёт команду под названием Дикая Шестёрка, Агент Веном проникает в их убежище. неожиданно появляется Эдди Брок, уничтожая план Флэша. Флэш связывает его. после чего Криминальный мастер передаёт Броку раннее похищенного симбиота Токсина и тот становится шестым членом команды. Позже Флэш открывает Бетти личность Агента Венома. Затем Дикая Шестёрка нападает на Флэша и Бетти в доме её родителей. Флэшу удаётся убить одного из членов команды а также отделить Брока от Токсина. После этого Криминальный мастер раскрывает свою личность — он оказывается братом Бетти. Шокированная Бетти убивает его.
Некоторое время спустя Флэш Томпсон преследует Карнажа, под личностью которого скрывается серийный убийца Клетус Кэседи. Тот заманивает Венома и Алого Паука в Микровселенную. Вместе они сражаются с лидером союзников Карнажа. Вскоре они одолевают Карнажа и отделяют его от Кэседи. Некоторое время спустя Флэш переезжает в Филадельфию. Флэш становится помощником тренера из спорт зала. Позже люди прозывают Агента Венома «Человеком-пауком из Филадельфии». Вскоре на него нападает Токсин. Флэшу удаётся победить Брока, однако тот клянется в скорой мести. Брок выслеживает Флэша и во время боя с ним заражает людей, которые принимают Венома и Токсина за врагов. Флэш объединяется с Броком для борьбы с ними. Когда Джек-фонарь нападает на ученицу Флэша Анди Бентон, тот передаёт ей часть симбиота и она превращается в Манию. В этот момент они выясняют, что под маской Джека-фонаря скрывается самозванец. По непонятным причинам Веном быстро принимает Анди. Тем не менее часть симбиота Анди не желает отпускать Анди. Флэш обещает помочь ей любой ценой.
Флэш возвращается в Нью-Йорк, узнав, что Криминальный мастер вернулся. Он встречается с Превосходным Человеком-пауком, (разум Отто Октавиуса в теле Питера Паркера) который атаковал его, но Флэшу удалось сбежать. Октавиус убеждает Флэша пройти через процедуру, в результате которой у него появятся новые механические ноги. Тем не менее целью этой операции было отделение Венома от тела Флэша. Вскоре Флэш выясняет, что умрёт если не вернёт симбиота. Когда Мстители, заметившие агрессивное поведение Человека-паука собираются остановить его, Флэш, одетый в броню Железного человека помогает им. Флэш убеждает симбиота вернуться к нему, а также становится почётным членом Мстителей.

#### В составе Стражей Галактики
Стремясь поддержать союз со Стражами Галактики, Мстители отправляют к ним Флэша в качестве посланника и тот становится членом команды. Флэш быстро сдружился с Драксом Разрушителем, который посоветовал ему поменять своё земное оружие на более сильное — космическое. Вскоре Флэш был похищен скруллами, который отделили симбиот от его тела. Тем не менее Флэш вернул себе симбиота и сбежал, однако решил не возвращаться в команду. Находясь в бегах, Флэш подслушал разговор неизвестного Крии, который попытался напасть на него. Симбиот преобразовался в огромное крылатое существо и убил Крии, который лгал, что побывал на Земле. Флэш вернулся в команду, чтобы выяснить, что происходит с его симбиотом. Тот вышел из-под контроля и атаковал команду, однако был усмирён. Флэш извинился за это и попросил вернуть его на Землю.

### Анти-Веном

Флэш Томпсон становится Агентом Анти-Веномом

Встретившись с Эдди Броком, который стал носителем Венома, симбиот стал разрываться пытаясь захватить и Флэша и Эдди. Прибыв на место, Человек-паук обрушил на них лекарство и Флэш стал Анти-Веномом.

### Смерть и воскрешение
В комиксе The Amazing Spider-Man #800, во время битвы Человека-паука и Красного гоблина, Флэш пытался помочь первому, но был убит злодеем. Позже был воскрешён, но долго не продержался, и из-за Эдди, соединившегося с симбиотом, который предназначен для Флэша, сознание Томпсона сгорает. Позже оказывается, что Флэш находился в центрально-мозговом разуме симбиотов, когда Эдди пользовался симбиотом, и воскрес по непонятной причине.

## Силы и способности

Флэш тестирует полученные способности

- Сверхчеловеческая сила: Флэш, используя симбиота, может с легкостью оторвать башню у танка. Предел силы Флеша до сих пор неизвестен.
- Сверхчеловеческая ловкость: Находясь в теле Паркера, симбиот скопировал паучью ловкость Питера и передал её Флэшу. Благодаря этому ловкость, баланс и координация тела Томпсона ничуть не уступает Человеку-Пауку.
- Сверхчеловеческая стойкость: Симбиот укрепляет тело Флэша, позволяя ему спокойно переживать падения с больших высот, выстрелы из крупнокалиберных орудий и также способен поглощать пули небольшого калибра.
- Сверхчеловеческая выносливость: Симбиот существенно замедляет выработку токсинов усталости в мышцах Флэша. Благодаря этому он способен находиться на пике своих возможностей в течение 24 часов, прежде чем он начнет уставать.
- Сверхчеловеческая скорость: Костюм позволяет Флэшу бегать и двигаться со скоростью, во много раз превышающую скорость нормального человека.
- Сверхчеловеческая реакция: Костюм перенял паучьи реакции Паркера, которые примерно в 40 раз выше, чем у обычного человека. В сочетании с паучьим чутьём они позволяют Флэшу уклониться практически от любой атаки.
- Регенеративный исцеляющий фактор: Костюм позволяет залечивать раны намного быстрее, чем они заживают у обычных людей.
- Ползание по стенам: Костюм перенял у Человека-паука способность цепляться за разного рода поверхности . Благодаря этому Флэш может ползать по стенам и другим вертикальным поверхностям.
- Паучье чутье: Веном обладает особым паучьим чутьем Паркера. Однако, стоит также сказать, что симбиот способен увидеть опасность с любой стороны и немедленно предупредить о ней хозяина.
- Выработка паутины: Симбиот также позволяет Флэшу вырабатывать особую паутину, состоящую из генетического материала костюма.
- Иммунитет к паучьему чутью: Поскольку Веном некоторое время находился в организме Паркера, он научился блокировать паучье чутье Человека-Паука, что делает его крайне опасным противником для Питера.
- Увеличение в размерах:

Причинение боли носителю и выработка адреналина толкает Венома на создание дополнительных генов, тем самым увеличиваясь в размерах. Порой Веном может вырасти до 5 метров в высоту, что делает его сильнее во много раз, но тем не менее его скорость и ловкость не уменьшаются.
В отличие от Питера, Флэш способен контролировать симбиота, изменяя свою внешность или отращивая щупальца прямо из своего тела. Однако, все меняется, когда Флэш теряет контроль над симбиотом. Это может произойти и от длительного «ношения» симбиота и от переполняющих Флэша негативных эмоций. Плюс к этому Флэш не может носить свой костюм более 48 часов, иначе он потеряет контроль над Веномом.

## Альтернативные версии

### Дом М (Земля-58163)
В этой реальности Флэш является игровым комментатором «Смертельной Игры Людей», где живые существа сражаются друг с другом для развлечения мутантов.

### MC-2 (Земля-982)
В альтернативном будущем, пожилой Флэш является тренером его средней школы, Альма Матер. Он был женат на Фелиции Харди, но позже они развелись. У них было двое детей — Фелисити Харди и Юджин-младший. Он не знал, что Питер Паркер — это Человек-Паук, и что Мэйдэй «Мэй» Паркер, игрок в школьной баскетбольной команде, является Девушкой-пауком.

### Spider-Man Loves Mary Jane
В «Spider-Man Loves Mary Jane» Флэш является футбольной звездой. Здесь он также негативно относится к Питеру Паркеру. Флэш примиряется со своей девушкой Лиз Аллен, после разрыва с ней, когда Флэш открыто заявил перед всей школой, что любит Мэри-Джейн.

### Ultimate

Ultimate Флэш

В Ultimate Marvel Флэш практически идентичен оригинальному Флэшу Томпсону, однако в этой вселенной его зовут Фредерик «Флэш» Томпсон. Он, вместе с другими хулиганами средней школы задирает Питера Паркера. Однажды, когда он домогается Мэри Джейн Уотсон, Питер бросает в него баскетбольный мяч, в связи с чем Флэш собирается разобраться с ним после уроков. К тому времени Питер был укушен генетически модифицированным пауком, из-за чего смог увернуться от всех ударов Флэша, который сломал руку. После этого родители Флэша подали в суд на Питера и потребовали деньги на лечение. Когда Питер присоединяется к баскетбольной команде, заменяя Флэша, тот завидует хорошей игре Паркера, однако его отношение к Питеру меняется. Однажды его друг Конг рассказывает Флэшу, что считает, что Питер и есть Человек-паук. Флэш категорически отказывается в это верить и просит Конга доказать это, пнув Паркера. Тем не менее Питер догадывается об их замысле и притворяется, что ему было очень больно. Некоторое время спустя Флэш просит Питера поговорить с ним наедине, но тот, посчитав, что Флэш хочет снова поиздеваться над ним, ударяет его. После смерти Гвен Стейси выясняется, что Флэш хотел лишь попросить совета у Питера, как пригласить её на свидание. Однажды Серебряный Соболь и её наёмники ошибочно принимают Флэша за Человека-паука и похищают его. Вскоре, поняв, что Флэш не является Человеком-пауком, Соболь собирается убить его, но тот сбегает. Когда Человек-паук навещает Флэша, чтобы извиниться перед ним, тот угрожает ему оружием и приказывает его покинуть свой дом. Когда Флэш, после смерти Человека-паука узнаёт, что под его маской скрывался Питер Паркер, тот начинает боготворить его.

### What If…?
- В истории «Обычный Питер Паркер» радиоактивный паук кусает Флэша и тот становится Человеком-пауком, при этом встав на путь преступности.[72]
- В истории «Что если бы Человек-паук спас Гвен Стейси?» Флэш становится шафером на свадьбе Питера и Гвен.[73]
- В истории «Что если бы Человек-паук убил грабителя?» Флэш побеждает Песочного человека, тем самым став американским героем.[74]
- В истории «Что если бы радиоактивный паук укусил кого-то ещё?» Флэш вместе с Питером Паркером посещает выставку по облучению паука. В этой реальности паук кусает Флэша и тот получает суперспособности. Позднее он посещает бойцовский клуб, где ведущий предлагает приз в размере 100$ тому, кто сможет продержаться три минуты в схватке с Хоганом Сокрушителем. Флэш, принимая участие в конкурсе случайно убивает Хогана. Полиция пытается арестовать его, однако он сбегает. Чувствуя вину за убийство, Флэш решает стать супергероем и посвятить свою жизнь борьбе с преступностью. Он становится Капитаном Пауком. Он одолевает таких злодеев как Хамелеон и Тинкерер. Питер Паркер становится его фанатом. Когда Капитан Паук пытается остановить Стервятника, тот поднимает его в воздух и сбрасывает с большой высоты, после чего Флэш умирает. Его тело обнаруживает Питер.[75]
- В реальности «Что если бы Человек-паук не стал бы бороться с преступностью?» Флэш собирается поиздеваться на Паркером, но тот лишь смахивает его руку.[76]
- Во вселенной «Что если бы Джей Джона Джеймсон принял Человека-паука?» Джей Джона Джеймсон усыновляет осиротевшего Питера Паркера и нанимает Флэша в качестве телохранителя. После того как Охотникам за пауком не удаётся уничтожить Человека-паука, Джеймсон организовывает проект Скорпион и использует Томпсона в качестве подопытного. Тем не менее введённый препарат ухудшает рассудок Флэша и тот становится одержим убийством Питера Паркера, считая, что он и есть Человек-паук. Когда Флэш атакует Питера, Джеймсон вырубает его при помощи Охотника за пауком.[77]

## Вне комиксов

### Фильмы
- В фильме 2002 года «Человек-паук» роль Флэша Томпсона исполнил актёр Джо Манганьелло. По фильму, Флэш — молодой человек Мэри Джейн Уотсон и школьный хулиган, пользующийся авторитетом. Флэш издевался над Питером Паркером, а иногда и над его другом Гарри Озборном. Позже в фильме Питер случайно использует паутину, при помощи которой опрокидывает на Флэша поднос с едой и ввязывается в драку. При помощи своих новых способностей Питер побеждает Флэша с одного удара. Позже, Мэри Джейн рассказывает Питеру, что Флэш «благодарен, что без синяка перед выпускным» и больше не будет его доставать.
- В третьей части, «Человек-паук 3: Враг в отражении», Флэш появляется в камео на похоронах Гарри Озборна.

Крис Зилка в роли Флэша Томпсона в фильме «Новый Человек-паук»

- В фильме «Новый Человек-паук» роль Флэша Томпсона исполнил актёр Крис Зилка[78]. Сначала Флэш, как и в комиксах, издевается над Питером Паркером, но после гибели дяди Бена Флэш начинает сочувствовать Питеру и утешает. В процессе сюжета становится фанатом Человека-паука, и к концу фильма они с Питером становятся друзьями.
- Крис Зилка вновь исполняет роль Флэша Томпсона в фильме Новый Человек-паук. Высокое напряжение. Тем не менее сцена с его участием не вошла в окончательный вариант фильма.
- Флэш должен был появиться в не состоявшемся фильме Веном/Карнаж, где он был бы носителем симбиота Венома[79][80][81].

### Киновселенная Marvel
- В фильме «Человек паук: Возвращение домой» роль Флэша Томпсона исполнил актёр Тони Револори[82][83][84], который по канону также часто любит издеваться над Паркером, но зато является большим поклонником Человека-паука.
- В фильме «Человек-паук: Вдали от дома» появляется Флэш Томпсон в исполнении Тони Револори.
- В фильме «Человек-паук: Нет пути домой» Тони Револори снова повторяет роль Флэша Томпсона.

### Телевидение

#### Человек-паук и его удивительные друзья
В анимационном сериале «Человек-паук и его удивительные друзья» персонажа Флэша Томпсона озвучил Фрэнк Уэлкер. В одной из серий он узнаёт, что Анжелика Джонс на самом деле Огненная звезда, однако под конец этой же серии забывает об этом. Во второй раз Флэш, когда Песочный человек раскрывает тайну личности Человека-паука. Тем не менее, Огненной звезде удаётся заставить Флэша надеть костюм Человека-паука, благодаря чему Песочный человек видит его и Питера вместе и делает вывод, что он ошибся.

#### Человек-паук (1994)
В мультсериале 1994 года «Человек-паук» Флэша озвучил Патрик Лаборто. По сюжету, Флэш ухаживает за Фелицией Харди. В этой реальности Флэш не применяет физического насилия по отношению к Питеру Паркеру, однако считает его своим конкурентом в борьбе за сердце Фелиции. После нескольких безрезультатных попыток добиться расположения Фелиции он начинает встречаться с Деброй Уитман, которую спасает от Морбиуса. К тому же, Флэш является ярым поклонником Человека-паука.

#### Человек-паук (2003)
В мультсериале 2003 года «Человек-паук» Флэш появляется в эпизоде «Flash Memory», где его озвучил Девон Сава.

#### Новые приключения Человека-паука

Флэш в мультсериале «Новые приключения Человека-Паука»

В анимационном сериале «Грандиозный Человек-паук» персонаж был озвучен Джошуа ЛеБаром.

#### Совершенный Человек-паук
В мультсериале «Совершенный Человек-Паук» Флэша Томпсона озвучил Мэтт Лантер. Флэш учится в одном классе с Питером Паркером и часто издевается над ним. В основном он закрывает его в его же шкафчике, хотя несколько раз сам был закрыт в шкафчике Питера. На вечеринке у Гарри Озборна, куда была приглашена вся школа, Флэш хотел было окунуть Питера лицом в унитаз, но его остановила хлынувшая на него чёрная вода из унитаза, оказавшаяся впоследствии искусственным живым организмом, Веномом. Флэш сливается с симбиотом и нападает на Питера. Позже Веном отпускает его, перепрыгнув на Нову. В 3 сезоне Флэш становится Агентом Веномом как и в оригинальных комиксах, узнаёт тайну личности Питера, а также получает полный контроль над симбиотом и присоединяется к Новым воинам.

### Мюзикл
Мэтт Каплан исполняет роль Флэша Томпсона в бродвейском рок-мюзикле Spider-Man: Turn Off the Dark.

### Видеоигры
- Агент Веном является играбельным персонажем в игре Marvel: Avengers Alliance.
- Агент Веном является играбельным персонажем (как напарник) в игре Marvel heroes 2016.
- Играбельный персонаж в игре Marvel Ultimate alliance.
- Добавляется в качестве мода в игре Lego Marvel Super Heroes и Lego Marvel's Avengers.
- Также персонаж добавлен в игру Marvel: Contest of Champions на Android и IOS как играбельный персонаж.
- Является играбельным персонажем в игре Marvel Super Hero Squad Online.
- Является играбельным персонажем в Lego Marvel Super Heroes 2